# Rolling Hills (California)
Rolling Hills è una città della Contea di Los Angeles, in California (Stati Uniti). 

## Storia
Incorporata nel 1957, è una gated community. Rolling Hills venne concepita e sviluppata dall'architetto e imprenditore A. E. Hanson, autore inoltre dell'analogo progetto relativo all'insediamento di Hidden Hills.

## Geografia
Ad eccezione del confine nord con Rolling Hills Estates, è interamente circondata da Rancho Palos Verdes, che comprende l'area naturalistica di Portuguese Bend, adiancente alla parte meridionale di Rolling Hills.